# Simon Maljevac
Simon Maljevac (ur. 26 lutego 1981 w Postojnie) – słoweński polityk i działacz organizacji pozarządowych, od 2023 minister.

## Życiorys
Absolwent socjologii na Uniwersytecie Lublańskim (2012). W latach 2007–2017 kierował organizacją pozarządową Legebitra działającą na rzecz osób LGBT. Pełnił też funkcję redaktora naczelnego magazynu „Narobe”. Działał w europejskim oddziale stowarzyszenia ILGA, w latach 2007–2009 przewodniczył międzynarodowej młodzieżówce IGLYO. W latach 2017–2018 był naczelnikiem jednego z wydziałów w ramach urzędu rzecznika do spraw równości.
Zaangażowała się w działalność polityczną w ramach partii Lewica, w 2018 został jej sekretarzem generalny. W 2022 powołany na sekretarza stanu w ministerstwie pracy, rodziny, spraw społecznych i równouprawnienia. W styczniu 2023 w rządzie Roberta Goloba objął nowo utworzone stanowisko ministra solidarnej przyszłości.